# George O'Boyle
George O'Boyle (Belfast, 14 dicembre 1967) è un ex calciatore nordirlandese, di ruolo attaccante.